# يان غوردون (مجدف)
يان غوردون (بالإنجليزية: Ian Gordon)‏ هو مجدف كندي، ولد في 14 أكتوبر 1948 في فانكوفر في كندا.

## وصلات خارجية
- يان غوردون على موقع الاتحاد الدولي للتجديف (الإنجليزية)
- يان غوردون على موقع اللجنة الأولمبية الدولية (الإنجليزية)
- يان غوردون على موقع أوليمبيديا (الإنجليزية)